# Bassiànides
Els Bassiànides (llatí: Bassianidae) foren una dinastia de sacerdots d'Èmesa, part de la casa reial d'Èmesa, que entroncà amb l'emperador Septimi Sever pel seu matrimoni amb Júlia Domna, i que aportà quatre emperadors més.
Els bassiànides remunten els seus orígens a Juli Bassià, de la dinastia dels samsigeràmides i, per tant, membre de la casa reial d'Èmesa. Bassià era summe sacerdot del Temple del Sol a Èmesa el 187 dC, l'any en què la seva filla petita Júlia Domna es casà amb el llavors governador Septimi Sever. Els seus dos fills, Luci Septimi Bassià Caracal·la i Publi Septimi Geta, succeïren el pare com a emperadors. La seva tia Júlia Mesa, germana de la seva mare Júlia Domna, es casà amb Juli Avit, i fou mare de dues filles, Júlia Soèmies i Júlia Mamea. La primera fou mare de Sext Vari Avit Bassià, qui succeí Caracal·la com a emperador sota el nom d'Heliogàbal; la segona fou mare d'Alexandre Sever, qui succeí el seu cosí Heliogàbal com a emperador.